# Посевна врана
Посевната врана (Corvus frugilegus), позната също като полска врана, е сравнително едра птица от семейство Вранови, разред Врабчоподобни, срещаща се и в България.

## Физическа характеристика
- Дължината на тялото – 45-47 см.
- Размаха на крилете — около 90-99 см.
- Тегло — около 450 гр.
- Полов диморфизъм – няма.
- Оперение — чисто черно леко блестящо, краката и човката са черни, след втората година около основата на човката перата падат и остава гола кожа с белезникав цвят.
- Полет — Лети с ритмични силни махове на крилете.

По размери е сходна или малко по-дребна от сивата врана, а също и човката ѝ е малко по-тънка.

## Разпространение и биотоп
Среща се в цяла Европа (включително България, в дунавската равнина най-вече), пояса на умерения климат в Азия, чак до най-източните брегове. В южната част на зоните с умерен климат води уседнал начин на живот, в северните части обикновено само гнезди и при застудяване мигрира на юг, а също и в тропичния пояс рядко гнезди и най-често е само гост докато трае зимата в гнездовия ѝ ареал. Обитава открити местности с редки групички високи дървета, по които нощува и гнезди почти винаги на ята, които могат да варират от няколко до няколко хиляди птици. Често срещана е в райони с обширни земеделски площи.
В Нова Зеландия е пренесен от човека вид и се смята, че представлява заплаха за местната фауна.

## Начин на живот и хранене
Храни се предимно с насекоми, безгръбначни, дребни гризачи и понякога гущери, земноводни и др. Съществена част от менюто ѝ заема и храната от растителен произход, различни плодове, зеленчуци и семена. Няма регистрирани случаи да ограбва гнезда на други видове. Ходи добре и храната си търси предимно по земята, като предпочита открити местности с добра видимост, което я предпазва от изненади и неочаквани нападения на хищници. Понякога става жертва на някои от по-едрите грабливи птици, като ястреба кокошкар или бухала, но това се счита по-скоро за изключение, защото ятото осигурява сравнително добра защита на отделната птица и се вдига заедно с крясъци срещу нападателя. Често се заселва в близост до човешки поселения, като често нощува и гнезди по високи дървета в центъра на поселението. Колониите и ятата ѝ са обикновено доста шумни, което често смущава хората и те се опитват да ги гонят. Обикновено ятото нощува заедно и при разсветляване се отправя дружно и с крясъци в търсене на храна, обикновено до 20 км разстояние.
Тъй като се храни с различни видове насекоми, които са вредители по посевите, се счита за полезен вид за селското стопанство.

## Размножаване
- Моногамни птици, двойките обикновено се запазват за цял живот.
- Гнездо — гнезди на колонии, които могат да достигнат от двайсетина до хиляди двойки. Колониите винаги се намират в близост до водни басейни или реки. Гнездата обикновено се намират на голяма височина, в короните на дървета, трудни за изкачване от хищниците, като тополата например, разположени на разстояние от по няколко метра едно от друго. Самото гнездо е изплетено от клонки, които чупи от дърветата и е сравнително плоско. Понякога образува смесени колонии с други видове или сред колонията се настаняват отделни двойки. Обикновено това са чапли, свраки, други вранови птици, корморани, соколи и др. Когато колонията напусне гнездата, често те се използват от други видове, гнездящи по-късно.
- Яйца – 3-5 бр., с размери 40x29 мм.
- Мътене — започва в края на април и трае 16-18 дни. Извършва се от женската, мъжкия обикновено почива до нея. Мътенето започва веднага след снасянето на първото яйце и като следствие малките в гнездото са на различна възраст.
- Отглеждане на малките — малките напускат гнездото на около 1-месечна възраст. Докато трае мътенето и отглеждането на малките, мъжкия носи храна на женската и на малките в гушата си. Към края на този период женската също започва да излиза от гнездото и да носи храна на малките.
- Отглежда едно люпило годишно.

## Допълнителни сведения
Както всички представители на род Врани се отличава с висока интелигентност и сложно социално поведение, живее десетки години, което ѝ позволява да трупа опит и да го предава на себеподобните си. Поради неоправданото преследване в миналото числеността на популацията на територията на България е значително намаляла и е практически изчезнала в много от централните и южни райони на страната, поради това е включена в листата на защитените видове на територията на България.